# Williamston (Michigan)
Williamston é uma cidade localizada no estado americano de Michigan, no Condado de Ingham.

## Demografia
Segundo o censo americano de 2000, a sua população era de 3441 habitantes.
Em 2006, foi estimada uma população de 3770, um aumento de 329 (9.6%).

## Geografia
De acordo com o United States Census Bureau tem uma área de
6,7 km², dos quais 6,6 km² cobertos por terra e 0,1 km² cobertos por água. Williamston localiza-se a aproximadamente 273 m acima do nível do mar.

## Localidades na vizinhança
O diagrama seguinte representa as localidades num raio de 16 km ao redor de Williamston.